# Église Santa Maria Incoronata (Naples)
Santa Maria Incoronata est une petite église catholique de Naples en Italie. De style gothique, elle a été bâtie en 1352, durant la période angevine, pour commémorer le couronnement de la reine Jeanne. Elle présente au niveau de la voûte située au-dessus de l'entrée, dans le vaisseau droit, plusieurs fresques illustrant le triomphe de la religion et des sept sacrements, dont deux cycles attribués au peintre napolitain Roberto d'Oderisio.
Elle a été fortement endommagée par les bombardements de la Seconde Guerre mondiale, ainsi que par le tremblement de terre de 1980, mais a bénéficié d'une restauration qui a permis sa réouverture complète en 2014.

## Galerie

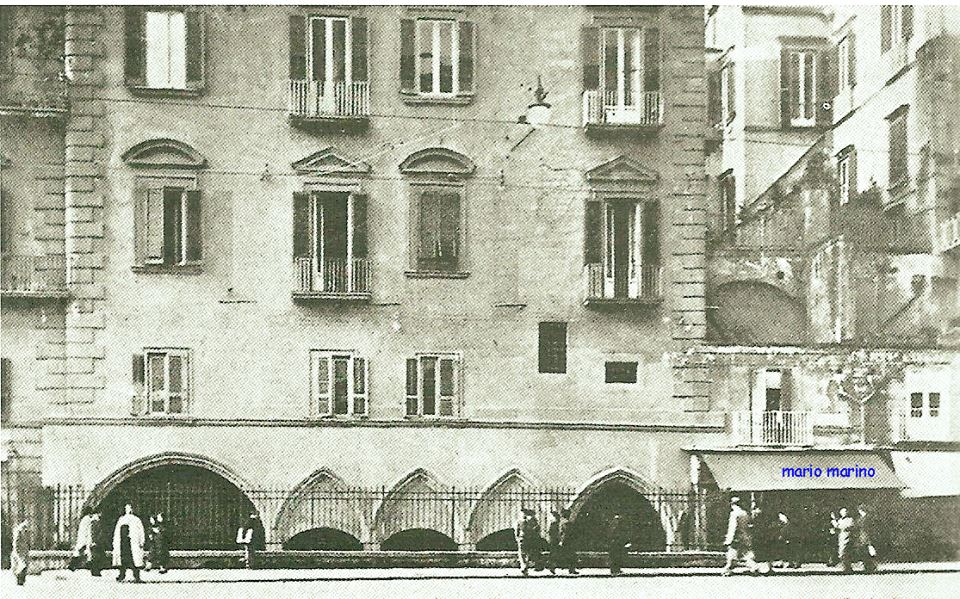
État de l'église avant 1938, encore enfouie dans un autre bâtiment.
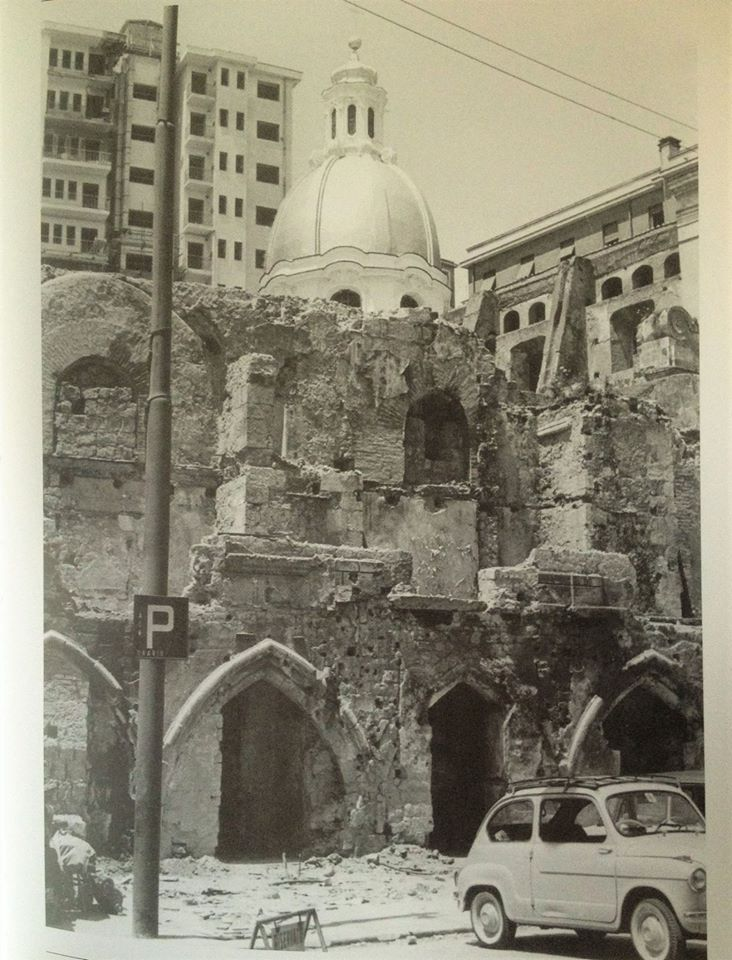
État de l'église en 1959.
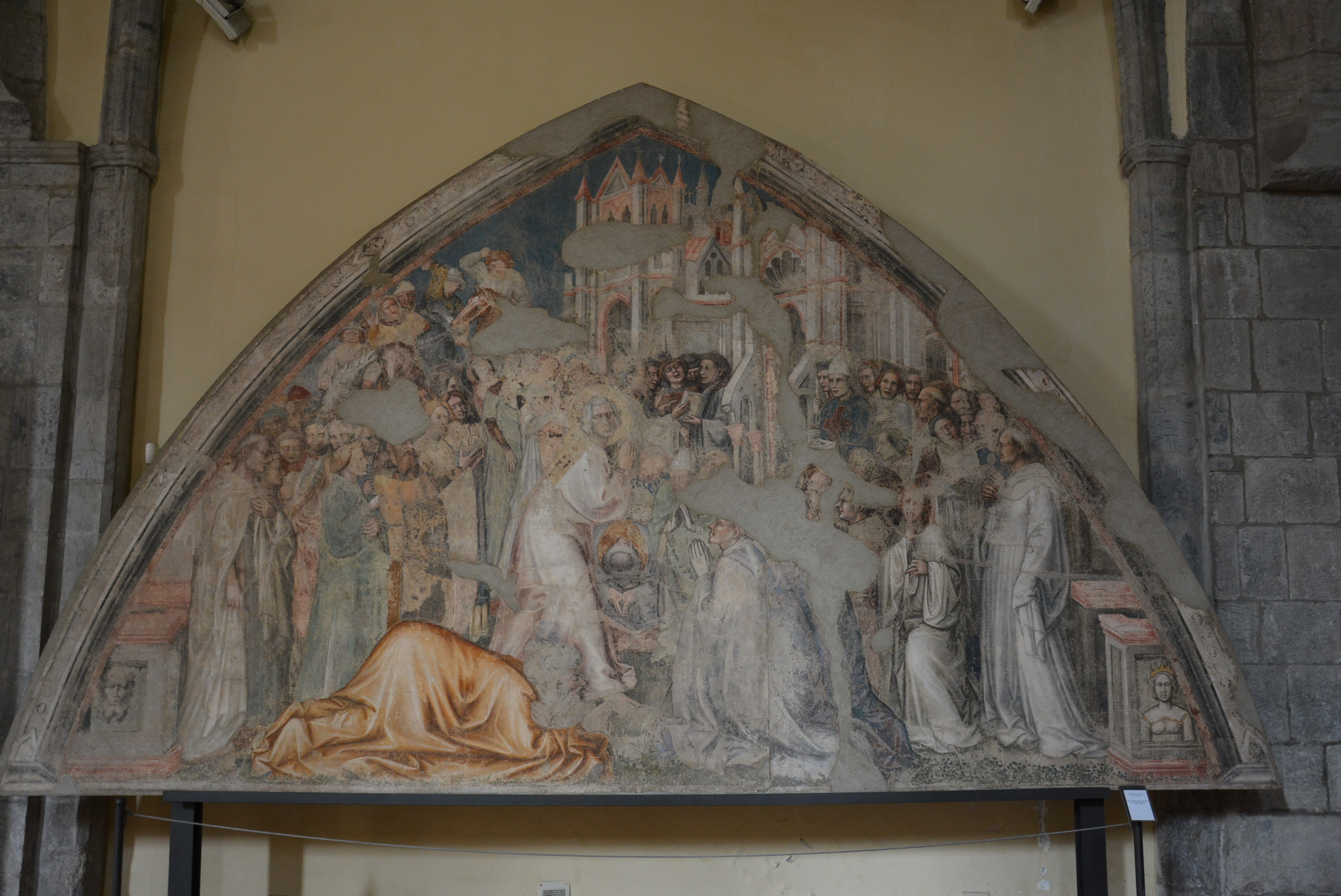
?
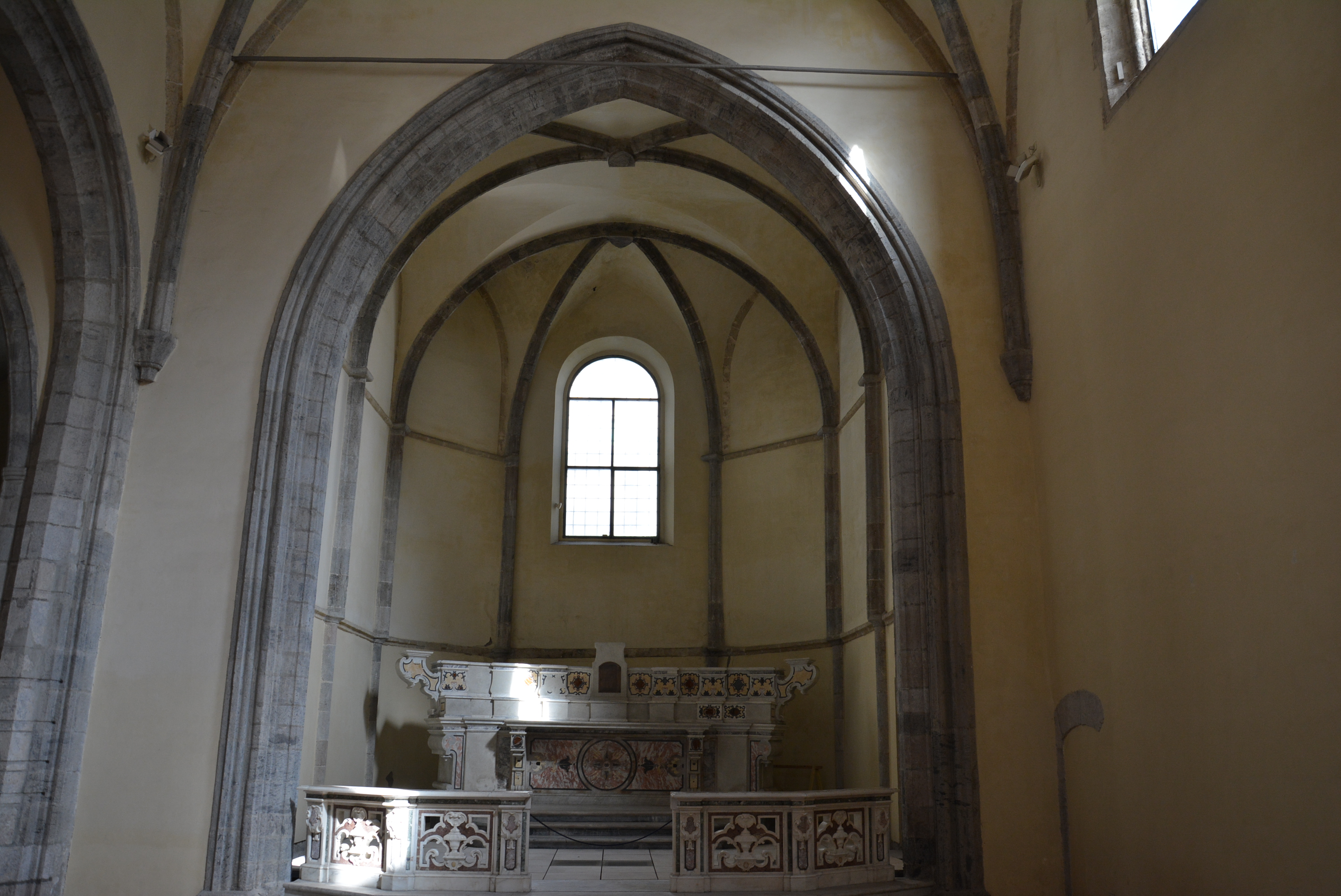
?
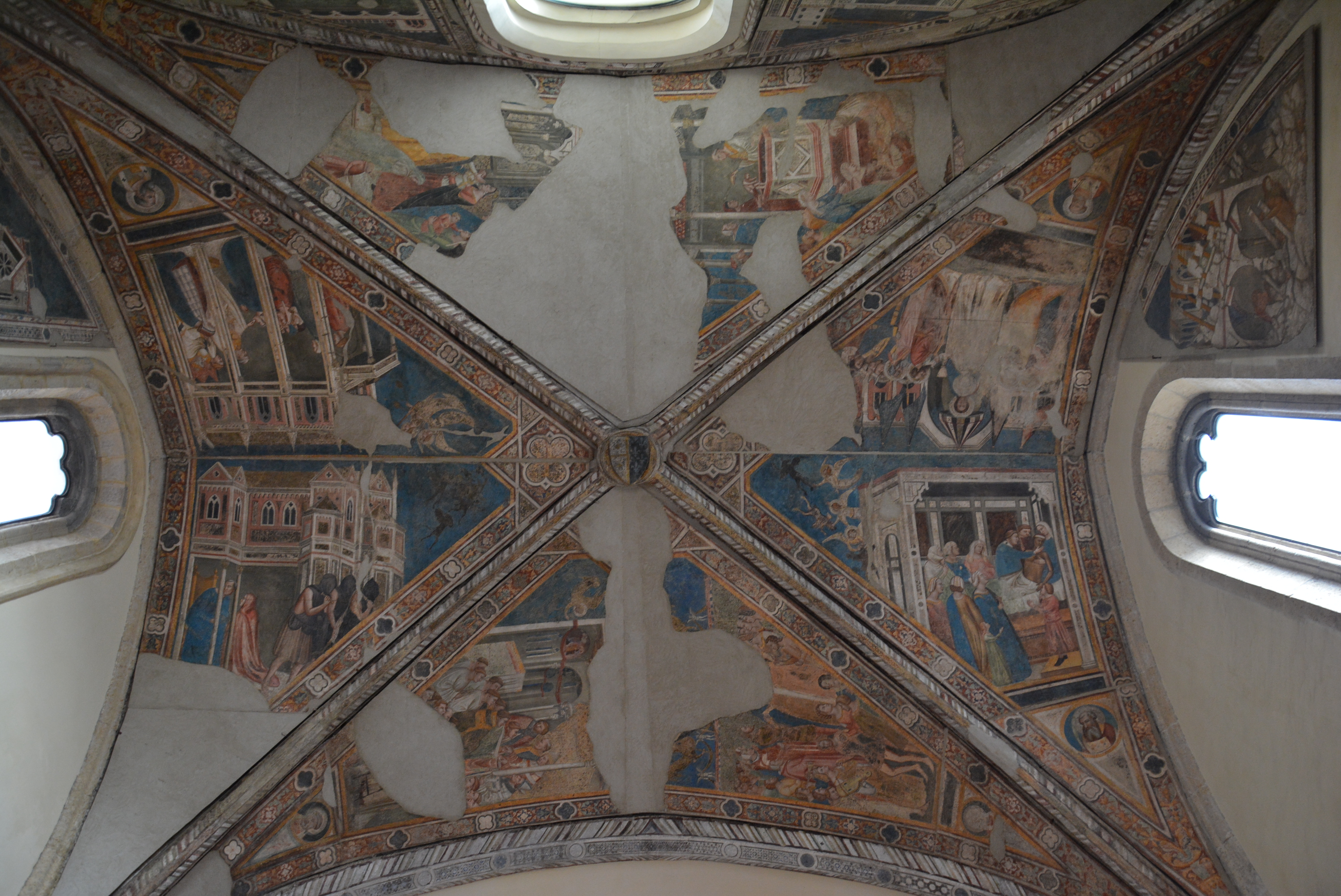
?
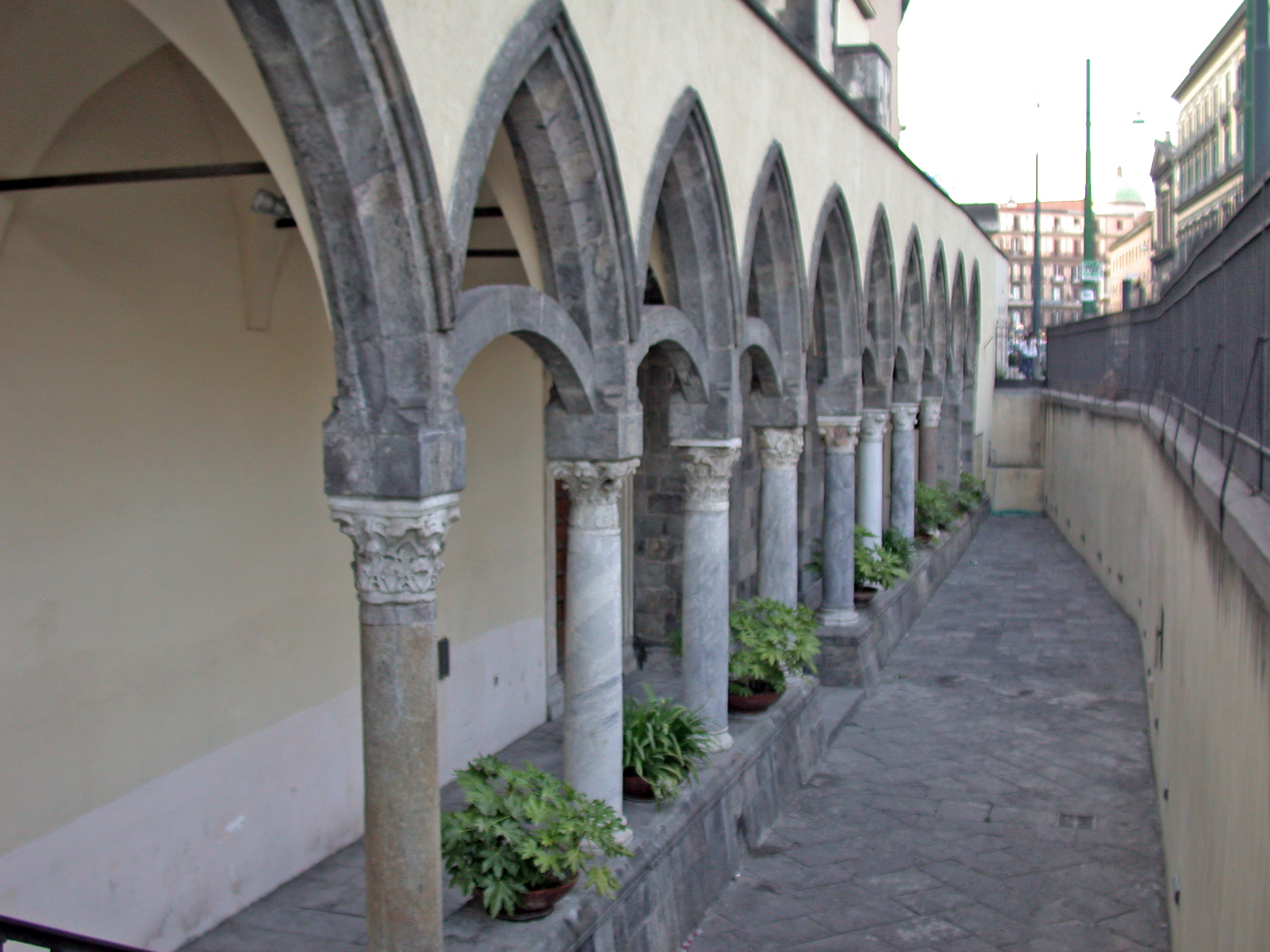
L'église se trouve en contrebas du quartier environnant.
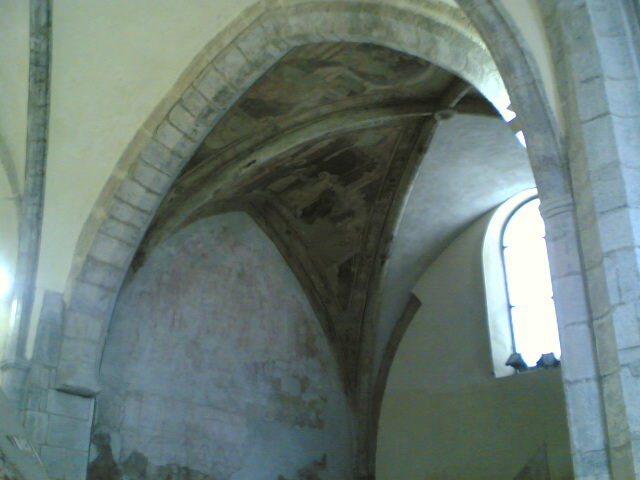
?